# Suriname az 1988. évi nyári olimpiai játékokon
Suriname a dél-koreai Szöulban megrendezett 1988. évi nyári olimpiai játékok egyik részt vevő nemzete volt. Az ország a játékokon 4 sportágban 6 sportolóval képviseltette magát, akik összesen 1 érmet szereztek. Suriname első aranyérmét szerezte az olimpiai játékok történetében.

## Érmesek
| Érem  | Versenyző     | Sportág | Versenyszám          |
| ----- | ------------- | ------- | -------------------- |
| Arany | Anthony Nesty | Úszás   | Férfi 100 m pillangó |

## Atlétika
Férfi
| Versenyző    | Versenyszám | Előfutam | Előfutam | Előfutam | Negyeddöntő | Negyeddöntő | Negyeddöntő | Elődöntő | Elődöntő | Elődöntő | Döntő   | Döntő    |
| Versenyző    | Versenyszám | Idő      | Hely.    | Össz.    | Idő         | Hely.       | Össz.       | Idő      | Hely.    | Össz.    | Idő     | Helyezés |
| ------------ | ----------- | -------- | -------- | -------- | ----------- | ----------- | ----------- | -------- | -------- | -------- | ------- | -------- |
| Tommy Asinga | 800 m       | kizárták | kizárták | kizárták | kiesett     | kiesett     | kiesett     | kiesett  | kiesett  | kiesett  | kiesett | kiesett  |

Női
| Versenyző       | Versenyszám | Előfutam | Előfutam | Előfutam | Negyeddöntő | Negyeddöntő | Negyeddöntő | Elődöntő | Elődöntő | Elődöntő | Döntő   | Döntő    |
| Versenyző       | Versenyszám | Idő      | Hely.    | Össz.    | Idő         | Hely.       | Össz.       | Idő      | Hely.    | Össz.    | Idő     | Helyezés |
| --------------- | ----------- | -------- | -------- | -------- | ----------- | ----------- | ----------- | -------- | -------- | -------- | ------- | -------- |
| Yvette Bonapart | 100 m       | 12,27    | 7.       | 54.*     | kiesett     | kiesett     | kiesett     | kiesett  | kiesett  | kiesett  | kiesett | kiesett  |
| Yvette Bonapart | 200 m       | 24,95    | 6.       | 46.      | kiesett     | kiesett     | kiesett     | kiesett  | kiesett  | kiesett  | kiesett | kiesett  |
| Letitia Vriesde | 800 m       | 2:01,83  | 4.       | 10.      |             |             |             | 2:02,34  | 8.       | 14.      | kiesett | kiesett  |
| Letitia Vriesde | 1500 m      | 4:19,58  | 12.      | 22.      |             |             |             |          |          |          | kiesett | kiesett  |

* - három másik versenyzővel azonos eredményt ért el

## Cselgáncs
| Versenyző      | Versenyszám | Csoport | Selejtező                                    | 32-es főtábla     | Nyolcaddöntő      | Negyeddöntő       | Elődöntő          | Vigaszág nyolcaddöntő                | Vigaszág negyeddöntő | Vigaszág elődöntő | Bronz- mérkőzés   | Döntő             | Helyezés |
| Versenyző      | Versenyszám | Csoport | Ellenfél Eredmény                            | Ellenfél Eredmény | Ellenfél Eredmény | Ellenfél Eredmény | Ellenfél Eredmény | Ellenfél Eredmény                    | Ellenfél Eredmény    | Ellenfél Eredmény | Ellenfél Eredmény | Ellenfél Eredmény | Helyezés |
| -------------- | ----------- | ------- | -------------------------------------------- | ----------------- | ----------------- | ----------------- | ----------------- | ------------------------------------ | -------------------- | ----------------- | ----------------- | ----------------- | -------- |
| Mohamed Madhar | Légsúly     | A       | Kim Dzsejop (Kim Jae-Yeop) (KOR) · 0000–1111 |                   |                   |                   |                   | Amiran Totikasvili (URS) · 0000–1000 | kiesett              | kiesett           | kiesett           |                   | 11.      |

## Kerékpározás

### Országúti kerékpározás
Férfi
| Versenyző       | Versenyszám   | Idő             | Helyezés |
| --------------- | ------------- | --------------- | -------- |
| Realdo Jessurun | Mezőnyverseny | 4:32:56 (+0:34) | 64.      |

### Pálya-kerékpározás
Üldözőversenyek
| Versenyző       | Versenyszám  | Selejtező  | Selejtező   | Nyolcaddöntő | Nyolcaddöntő | Negyeddöntő  | Negyeddöntő | Elődöntő     | Elődöntő  | Döntő        | Döntő     | Helyezés |
| Versenyző       | Versenyszám  | Idő        | Hely.       | Ellenfél Idő | Saját idő    | Ellenfél Idő | Saját idő   | Ellenfél Idő | Saját idő | Ellenfél Idő | Saját idő | Helyezés |
| --------------- | ------------ | ---------- | ----------- | ------------ | ------------ | ------------ | ----------- | ------------ | --------- | ------------ | --------- | -------- |
| Realdo Jessurun | Férfi egyéni | lekörözték | helyezetlen | kiesett      | kiesett      | kiesett      | kiesett     | kiesett      | kiesett   | kiesett      | kiesett   | kiesett  |

## Úszás
Férfi
| Versenyző     | Versenyszám    | Előfutam | Előfutam | Előfutam | Döntő | Döntő   | Döntő | Helyezés |
| Versenyző     | Versenyszám    | Idő      | Hely.    | Össz.    | Típus | Idő     | Hely. | Helyezés |
| ------------- | -------------- | -------- | -------- | -------- | ----- | ------- | ----- | -------- |
| Anthony Nesty | 100 m pillangó | 53,50    | 1.       | 3.       | A     | 53,00   | 1.    |          |
| Anthony Nesty | 200 m pillangó | 2:00,17  | 3.       | 8.       | A     | 2:00,80 | 8.    | 8.       |